# Coulometria
É um método analítico baseado na quantidade de eletricidade requerida para oxidar ou reduzir uma célula eletrolítica.
A Coulometria efetua-se a:
- Potencial aplicado constante;
- Corrente elétrica constante
- Potencial  do eletrodo indicador cátodo controlado

Existem dois tipos de Coulometria:
- Coulometria primária: É quando a substância a ser determinada podem reagir em um dos eletrodos;
- Coulometria secundária: É quando a reação pode ,também, ocorrer em solução,com uma substância gerada por uma reação eletrodo.

## Coulometria com o Pontencial controlado
Ocorre a determinação de um analito usando uma reação quantitativa no eletrodo durante eletrólise. Nessa Análise a corrente gerada decai exponencialmente com o tempo.

## Coulometria de Regime Fluxo
Com está técnica é possível diminuir o tempo necessário para fazer uma determinação Coulométrica.